# Capela de São Domingos da Fanga da Fé
Antiga Igreja Paroquial, sita na freguesia da Encarnação (paróquia católica de Nossa Senhora da Encarnação), concelho de Mafra e distrito de Lisboa, a curta distância da actual sede da freguesia, num pequeno outeiro sobranceiro à margem direita do Rio Safarujo.